# Papa Paulo II
Paulo II (em latim: Paulus II), nascido Pietro Barbo; (Veneza, 23 de fevereiro de 1417 — Roma, 26 de julho de 1471) foi o 211.º Papa da Igreja Católica e Soberano dos Estados Papais de 30 de agosto de 1464 até a data de sua morte.

## Biografia
Barbo nasceu em rica família de comerciantes e patrícios. Filho de Nicola Barbo e Polissena Condulmer. Ele pretendia seguir uma carreira mercantil, mas entrou para a igreja quando seu tio materno foi eleito Papa Eugênio IV. Tio dos cardeais Marco Barbo (1467), Giovanni Battista Zeno (1468) e Giovanni Michiel (1468). Ele era chamado de Cardeal de S. Maria Nuova, ou de S. Marco, ou de Veneza.
Estudou na corte papal sob os cuidados de seu tio, o papa; seus estudos começaram um pouco tarde e ele não adquiriu um nível particularmente alto. Protonotário apostólico e arquidiácono de Bolonha, 1436. Cônego do capítulo da catedral de Pádua.
Criado cardeal-diácono no consistório de 1 de julho de 1440, com a diaconia de S. Maria Nuova, enquanto estava em Florença; o papa concluiu as cerimônias de sua investidura cardinalícia em 4 de julho de 1440. Ao mesmo tempo, foi nomeado administrador da sé de Cervia; ocupou o posto até 19 de junho de 1451. Foi notado na Cúria Romana em 24 de outubro de 1442 e 21 de fevereiro de 1447. Em agosto de 1445, foi nomeado membro da comissão encarregada da canonização de Bernardino de Siena. Mestre geral da Ordem do Espírito Santo em Sassia e administrador de seu hospital, perto do Vaticano, em 1445. Nomeado arcipreste da basílica patriarcal do Vaticano em 1445. Camerlengo do Sagrado Colégio dos Cardeais, de 13 de agosto de 1445 a 7 de outubro de 1446.
Cardeal Barbo participou do conclave de 1447, que elegeu o Papa Nicolau V. Optou pela ordem dos cardeais-presbíteros e pelo título de S. Marco em 16 de junho de 1451. Eleito bispo de Vicenza, em 16 de junho de 1451; ocupou a sé até sua eleição ao papado; fez do bispo de Pádua administrador de sua diocese de 1455 a 1458; do bispo de Treviso a partir de 1460. Esteve ausente de Roma de 27 de outubro de 1451 até o dia 5 de dezembro seguinte, quando retornou de Veneza. Em 1455, ele iniciou a reconstrução de sua igreja titular, que pertencia aos venezianos, a um custo imenso; ele também embelezou o Palazzo Venezia, onde tinha coleções de moedas e pedras preciosas.
Participou do conclave de 1455, que elegeu o Papa Calisto III. O Cardeal de S. Marco tentou pacificar os Estados Papais e negociou em Roma um armistício entre os Orsinis e os Colonnas. Em dezembro de 1455, ele foi nomeado membro da comissão de cardeais para a construção da frota papal. Em 6 de julho de 1456, foi nomeado governador-geral da Campânia. Em janeiro de 1458, ele se ofereceu para reconciliar o Papa Calisto III e o rei de Nápoles. No mês seguinte de julho, ele foi nomeado membro da comissão encarregada de manter a ordem em Roma. Ele era muito rico, generoso e prestativo; corajosamente ajudou Pedro Borgia, sobrinho do Papa Calisto III, a escapar em 6 de agosto de 1458, no momento da morte do papa.
O cardeal ainda participou do conclave de 1458, que elegeu o Papa Pio II. Acompanhou o Papa Pio II a Mântua em 22 de janeiro de 1459. Nomeado bispo de Pádua, 9 de março de 1459; renunciou à sé antes de 26 de março de 1460. Ele referendou uma bula papal em Siena em 18 de abril de 1459. Ele foi abade commendatario de quatro mosteiros beneditinos nas dioceses de Pádua, Áquila e Verona, que ele deu em commendam em 23 de dezembro de 1467, a seus sobrinhos Giovanni Battista Zeno e Giovanni Michiel, futuros cardeais. Camerlengo do Sagrado Colégio dos Cardeais para o ano de 1460; e ad interimem 1463. Estava em Roma em 20 de maio de 1462; e com o Papa Pio II em Ancona em agosto de 1464. Ele foi para Roma após a morte do papa e estava doente quando entrou no conclave.
No conclave de 1464, foi eleito papa em 30 de agosto. Tomou o nome de Paulo II. Foi coroado em 16 de setembro, nos degraus da basílica patriarcal do Vaticano, por Niccolò Fortiguerra, cardeal-sacerdote de S. Cecilia, porque o cardeal Rodrigo de Borja y Borja, protodiácono de S. Nicola in Carcere, estava indisposto.
O seu juramento obrigava-o a abolir o nepotismo na Cúria Romana, incentivando a moralidade, a combater os turcos e a convocar um concílio ecuménico nos primeiros três anos do pontificado, o que não ocorreu.
Durante seu pontificado, ele criou dez cardeais em dois consistórios. Ele introduziu a primeira prensa tipográfica em Roma e decidiu que os Anos Jubilares deveriam ser celebrados a cada vinte e cinco anos, começando em 1475.
Existem relatos e suspeitas sobre uma suposta tendência homossexual.
Ele morreu em 1471, de um derrame. Enterrado em um monumento, esculpido por Mino di Fiesole, situado na capela de S. Andrea na basílica patriarcal do Vaticano; o restante do monumento está no Museu da basílica de São Pedro.